# Kapurush – Der Feigling
Kapurush – Der Feigling (bengalisch কাপুরুষ Kāpuruṣ) ist ein indischer Spielfilm von Satyajit Ray aus dem Jahr 1965.

## Handlung
Dem Drehbuchautor Amitabha Ray geht in einer Kleinstadt das Auto kaputt. Er wird deshalb von dem Teeplantagenbesitzer Bimal Gupta mitgenommen und für eine Nacht beherbergt, da dieser sich über Gesellschaft in der Abgeschiedenheit der Gegend freut. Als sie im Hause Guptas ankommen, erkennt Amitabha in der Frau Guptas seine frühere Liebe Karuna wieder. Die abendliche Unterhaltung wird allein von Bimal dominiert.
Karuna ist gegenüber Amitabha reserviert, doch als sie bei Gelegenheit in Amitabhas Zimmer kommt, enthüllt sie ihre Unzufriedenheit mit ihrer Situation und beide gestehen sich ihre noch vorhandene Liebe zueinander und schmieden Pläne ob einer gemeinsamen Zukunft. Es stellt sich heraus, dass Amitabha früher als armer Student vor einer Heirat zurückschreckte, obwohl sie – aus reichem Elternhaus kommend – sich bereits Einwänden ihrer Familie gegen die Beziehung entgegengestellt hatte.
Am nächsten Morgen wird beschlossen, Amitabha solle mit dem Zug nach Hause fahren, da die Autoreparatur längere Zeit in Anspruch nehmen wird, und dass man unterwegs zum Bahnhof ein kleines Picknick einlegen werde. Während der Autofahrt erinnert Amitabha in einer kurzen Rückblende, wie er Karuna kennengelernt hatte.
Nach dem Picknick, während Bimal schläft, versucht Amitabha Karuna zu überreden, ihren Mann zu verlassen und mit ihm zu gehen, da er jetzt dazu bereit sei. Sie solle zum Bahnhof kommen, wenn ihr etwas an ihm liegt.
Auf dem Bahnhof muss Amitabha lange warten, da steht plötzlich Karuna doch noch vor ihm. Seine Hoffnung wird jedoch enttäuscht; sie will nur ihre Schachtel mit Schlaftabletten zurück, die er versehentlich mitgenommen hat.

## Hintergrund
Kapurush entstand nach der Kurzgeschichte Janaika Kapurusher Kahini von Premendra Mitra. Der Film wurde am 7. Mai 1965 im Verbund mit dem mittellangen Film Mahapurush veröffentlicht.